# 慕容貴妃
貴妃慕容氏（きひ ぼようし、熙寧9年（1073年）- 紹興22年9月1日（1152年9月30日））は、北宋の哲宗の妃嬪。慕容延釗の五世の孫娘。

## 生涯
慕容渙才と趙氏の娘。初め元祐皇后（哲宗の廃后、後の隆祐太后孟氏）の侍女を務め、後に御侍（皇帝の側女）となった。
崇寧元年（1102年）正月、徽宗により才人に封ぜられた。大観2年（1108年）2月、美人に進んだ。
靖康の変後、南へ避難した。紹興2年（1132年）、隆祐太后が崩ずると、高宗により婕妤に進封された。その後、顕仁太后（高宗の母）に重んじられ、婉儀に進み、賢妃にいたった。紹興22年（1152年）9月、薨去し、貴妃を追贈された。翌年、臨安の資徳院に葬られた。

## 話本における形象
- 『水滸伝』 - 慕容貴妃（青州知州の慕容彦達の妹で、徽宗の妃）

## 伝記資料
- 『宋会要輯稿』
- 『皇宋十朝綱要』
- 『建炎以来朝野雑記』